# Bump of Chicken

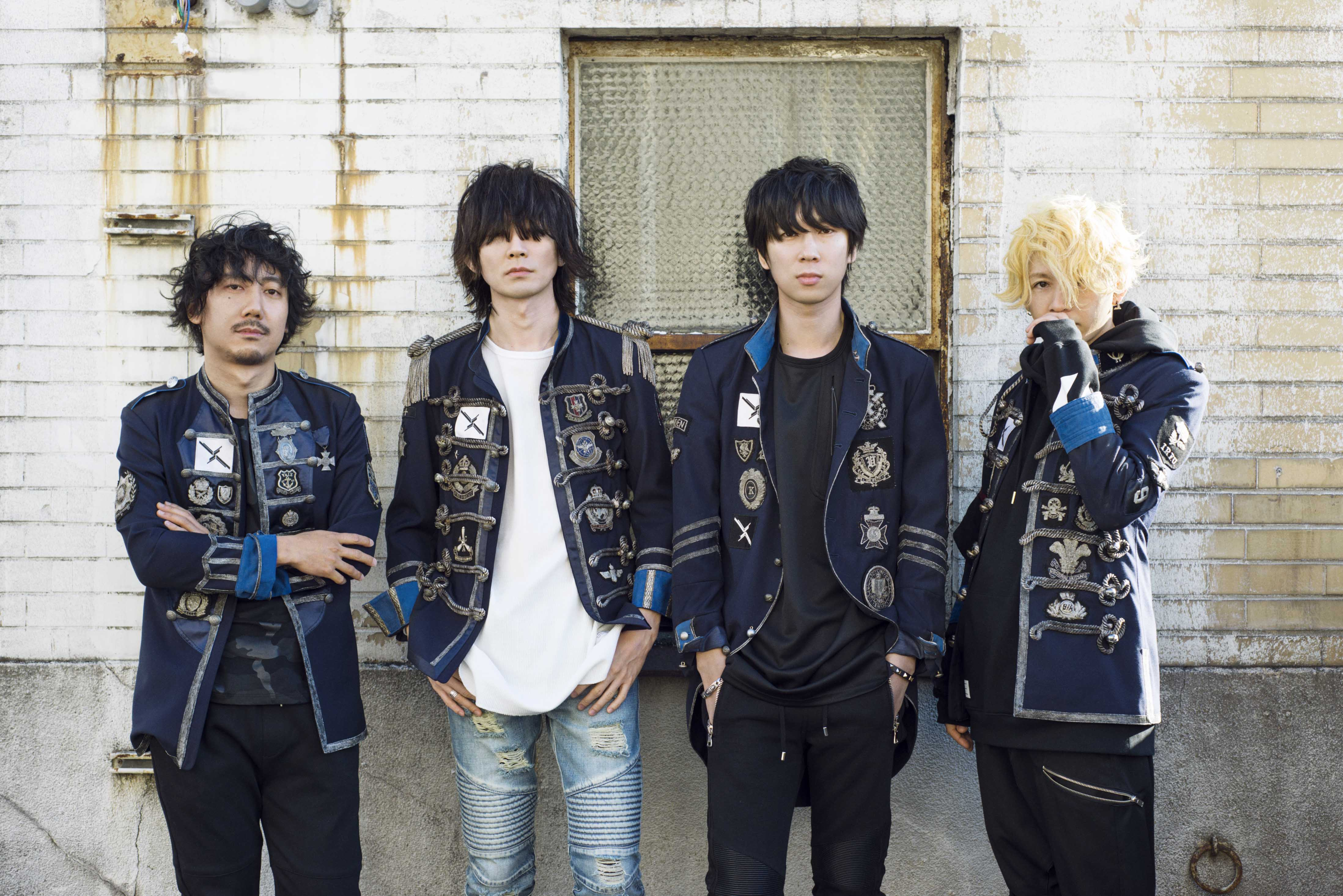
Bump of Chicken (2016)

Bump of Chicken (im Original in Versalien) ist eine japanische J-Rock-Band, bestehend aus Motoo Fujiwara (藤原 基央, Fujiwara Motoo; Gesang, Gitarre, Komposition), Hiroaki Masukawa (増川 弘明, Masukawa Hiroaki; Gitarre), Yoshifumi Naoi (直井 由文, Naoi Yoshifumi; Bass) und Hideo Masu (升秀 夫, Masu Hideo; Schlagzeug). Seit ihrer Gründung haben sie über 7,6 Millionen Tonträger verkauft.

## Geschichte
Bump of Chicken gaben ihr Debüt mit ihrem ersten Album Flame Vein am 13. März 1999. Sie hatten nur drei Tage, um dieses Album einzuspielen. Im März 2001 erschien das Album The Living Dead. Diese beiden Alben waren schnell vergriffen.
Am 20. September 2000 wurde ihre erste Single Diamond (ダイヤモンド) verkauft. Es folgte am 14. März 2001 die zweite Single Tentai Kansoku (天体観測), die über 55.000 mal verkauft wurde. Am 17. Oktober 2001 gaben sie ihre dritte Single Harujion (ハルジオン) heraus, bevor dann am 20. Februar 2002 ihr erstes Major-Album jupiter folgte. jupiter erreichte den ersten Platz der Oricon-Charts.
Am 18. Dezember 2002 gaben sie vierte Single Snow Smile (スノースマイル) und am 12. März die fünfte Single Lost Man / sailing day (ロストマン / sailing day) heraus. sailing day wurde der Titelsong für den Animefilm One Piece – Das Dead End Rennen. Am 7. Juli 2004 wurde ihre achte Single Only Lonely Glory (オンリーロンリーグローリー) verkauft. Sie schaffte es auf Platz 1 der Oricon-Single-Weekly-Charts, und ihr zweites Album Yggdrasil (ユグドラシル), das am 25. August erschien, schaffte es auf Platz 1 der Oricon-Weekly-Album-Charts.
Ihre zehnte Single Planetarium (プラネタリウム) wurde am 21. Juli 2005 verkauft und am 23. November erschien die elfte Single supernova / Karma(supernova / カルマ). Von dieser Single wurden mehr als 50.000 Exemplare verkauft. Am 22. März 2006 gab Fujiwara der Soundtrack Song for Tales of the Abyss für Computerspiel Tales of the Abyss. Am 22. November wurde 12. Single Namida no Furusato (涙のふるさと) veröffentlicht und schaffte es auf Platz 1 der Oricon-Single-Weekly-Charts. Am 24. Oktober 2007 wurden die Singles Hana no Na (花の名) und Mayday (メーデー) gleichzeitig herausgebracht. Hana no Na erreichte Platz 1 der Oricon-Single-Weekly-Charts und Mayday erreichte Platz 2.
Am 19. Dezember brachten sie ihr fünftes Album orbital period nach 3 Jahren und 4 Monate heraus. Am 18. Juni 2008 verkauften sie present from you. Und am 25. November gaben sie eine Single R.I.P / Merry Christmas nach über zwei Jahren. Im Jahr 2009 wurde nur diese Single veröffentlicht. Im Jahr 2010 gaben sie 16. Album Happy am 14. April, und 17. Maho no Ryori ~Kimi kara Kimi e~ (魔法の料理～君から君へ～) am 21. April. Diese zwei Singles schafften es auf Platz 1 der Oricon-Charts. Am 13. Oktober gaben sie ihre 18. Single Uchū Hikoshi e no Tegami / Motorcycle (宇宙飛行士への手紙/モーターサイクル). Am 15. Dezember erschien nach mehr als dreijähriger Unterbrechung ihr Album Cosmonaut.
Sie veröffentlichten die Single Tomodachi no Uta (友達の唄) am 23. Februar 2011, und Smile am 11. Mai. Am 19. Oktober erschien die 21. Single Zero (ゼロ), von dieser wurden über 20.000 Exemplare verkauft. Am 18. Januar 2012 gaben sie ihre 22. Single Good Luck (グッドラック) und am 12. September ihre 23. Single firefly, die der Themasong für das TV-Drama Iki mo dekinai Natsu (息も出来ない夏) wurde. Sie veröffentlichten ihr erstes Livevideo Bump of Chicken Gold Glider Tour 2013 am 6. März 2013, und am 3. Juli ihr erstes Best-of-Album Bump of Chicken ‹1999-2004› und Bump of Chicken ‹2005-2010›.

## Diskografie

### Studioalben
| Jahr | Titel           | Höchstplatzierung, Gesamtwochen, AuszeichnungChartsChartplatzierungen (Jahr, Titel, Platzierungen, Wochen, Auszeichnungen, Anmerkungen) | Anmerkungen                             |
| Jahr | Titel           | JP | Anmerkungen                             |
| ---- | --------------- | --- | --------------------------------------- |
| 1999 | Flame Vein      | JP16 (128 Wo.)JP | Erstveröffentlichung: 18. März 1999     |
| 2000 | The Living Dead | JP19 (131 Wo.)JP | Erstveröffentlichung: 25. März 2000     |
| 2002 | Jupiter         | JP1 Platin · (235 Wo.)JP | Erstveröffentlichung: 20. Februar 2002  |
| 2004 | Yggdrasil       | JP1 Platin · (140 Wo.)JP | Erstveröffentlichung: 25. August 2004   |
| 2007 | Orbital Period  | JP2 ×2Doppelplatin · (72 Wo.)JP | Erstveröffentlichung: 29. Dezember 2007 |
| 2010 | Cosmonaut       | JP1 Platin · (37 Wo.)JP | Erstveröffentlichung: 15. Dezember 2010 |
| 2014 | Ray             | JP1 Platin · (57 Wo.)JP | Erstveröffentlichung: 12. März 2014     |
| 2016 | Butterflies     | JP1 Platin · (72 Wo.)JP | Erstveröffentlichung: 10. Februar 2016  |
| 2019 | Aurora Arc      | JP1 Platin · (38 Wo.)JP | Erstveröffentlichung: 10. Juli 2019     |
| 2024 | Iris            | JP1 Gold · (23 Wo.)JP | Erstveröffentlichung: 4. September 2024 |

### Kompilationen
| Jahr | Titel                        | Höchstplatzierung, Gesamtwochen, AuszeichnungChartsChartplatzierungen (Jahr, Titel, Platzierungen, Wochen, Auszeichnungen, Anmerkungen) | Anmerkungen                         |
| Jahr | Titel                        | JP | Anmerkungen                         |
| ---- | ---------------------------- | --- | ----------------------------------- |
| 2008 | Present From You             | JP2 Platin · (29 Wo.)JP | Erstveröffentlichung: 18. Juni 2008 |
| 2013 | Bump of Chicken I 1999–2004  | JP1 Platin · (34 Wo.)JP | Erstveröffentlichung: 3. Juli 2013  |
| 2013 | Bump of Chicken II 2005–2010 | JP2 Platin · (27 Wo.)JP | Erstveröffentlichung: 3. Juli 2013  |

### Singles
| Jahr | Titel Album                                      | Höchstplatzierung, Gesamtwochen, AuszeichnungChartsChartplatzierungen (Jahr, Titel, Album, Platzierungen, Wochen, Auszeichnungen, Anmerkungen) | Anmerkungen                              |
| Jahr | Titel Album                                      | JP | Anmerkungen                              |
| ---- | ------------------------------------------------ | --- | ---------------------------------------- |
| 1999 | Lamp The Living Dead                             | — | Erstveröffentlichung: 25. November 1999  |
| 2000 | Diamond Jupiter                                  | JP15 (47 Wo.)JP | Erstveröffentlichung: 20. September 2000 |
| 2001 | Tentai Kansoku Jupiter                           | JP3 Gold + Platin (Streaming) · (45 Wo.)JP | Erstveröffentlichung: 14. März 2001      |
| 2001 | Harujion Jupiter                                 | JP5 Gold · (7 Wo.)JP | Erstveröffentlichung: 17. Oktober 2001   |
| 2002 | Snow Smile Yggdrasil                             | JP3 Gold · (22 Wo.)JP | Erstveröffentlichung: 18. Dezember 2002  |
| 2003 | Lost Man / Sailing Day Yggdrasil                 | JP2 Platin · (27 Wo.)JP | Erstveröffentlichung: 12. März 2003      |
| 2004 | Arue Flame Vein                                  | JP2 Gold · (20 Wo.)JP | Erstveröffentlichung: 31. März 2004      |
| 2004 | Only Lonely Glory Yggdrasil                      | JP1 Platin · (12 Wo.)JP | Erstveröffentlichung: 7. Juli 2004       |
| 2004 | Sharin no Uta Yggdrasil                          | JP3 Gold · (16 Wo.)JP | Erstveröffentlichung: 1. Dezember 2004   |
| 2005 | Planetarium Orbital Period                       | JP4 Platin · (45 Wo.)JP | Erstveröffentlichung: 21. Juli 2005      |
| 2005 | Supernova / Karma Orbital Period                 | JP2 Platin · (55 Wo.)JP | Erstveröffentlichung: 23. November 2005  |
| 2006 | Namida no Furusato Orbital Period                | JP1 Platin · (19 Wo.)JP | Erstveröffentlichung: 22. November 2006  |
| 2007 | Hana no Na Orbital Period                        | JP1 Platin · (14 Wo.)JP | Erstveröffentlichung: 24. Oktober 2007   |
| 2007 | Mayday Orbital Period                            | JP2 Platin · (12 Wo.)JP | Erstveröffentlichung: 24. Oktober 2007   |
| 2009 | R.I.P / Merry Christmas Cosmonaut                | JP2 Gold · (16 Wo.)JP | Erstveröffentlichung: 25. November 2009  |
| 2010 | Happy Cosmonaut                                  | JP1 Gold · (16 Wo.)JP | Erstveröffentlichung: 14. April 2010     |
| 2010 | Maho no Ryori ~Kimi kara Kimi e~ Cosmonaut       | JP1 Gold · (16 Wo.)JP | Erstveröffentlichung: 21. April 2010     |
| 2010 | Uchuhikoshi e no Tegami / Motorcycle Cosmonaut   | JP1 Gold · (11 Wo.)JP | Erstveröffentlichung: 13. Oktober 2010   |
| 2011 | Tomodachi no Uta Ray                             | JP2 Gold · (16 Wo.)JP | Erstveröffentlichung: 23. Februar 2011   |
| 2011 | Smile Ray                                        | JP3 Gold · (24 Wo.)JP | Erstveröffentlichung: 11. Mai 2011       |
| 2011 | Zero Ray                                         | JP2 Platin · (32 Wo.)JP | Erstveröffentlichung: 19. Oktober 2011   |
| 2012 | Good Luck Ray                                    | JP1 Gold · (16 Wo.)JP | Erstveröffentlichung: 18. Januar 2012    |
| 2012 | Firefly Ray                                      | JP2 Gold · (11 Wo.)JP | Erstveröffentlichung: 12. September 2012 |
| 2015 | Hello, World! / Colony Butterflies               | JP2 Gold · (25 Wo.)JP | Erstveröffentlichung: 22. April 2015     |
| 2018 | Hanashi ga Shitai yo / Sirius / Spica Aurora Arc | JP3 Gold · (15 Wo.)JP | Erstveröffentlichung: 14. November 2018  |
| 2020 | Acacia / Gravity –                               | JP2 Gold + Platin (Streaming) · (49 Wo.)JP | Erstveröffentlichung: 4. November 2020   |
| 2021 | Nanairo –                                        | JP1 Gold + Gold (Streaming) · (27 Wo.)JP | Erstveröffentlichung: 22. Dezember 2021  |
| 2023 | Souvenir –                                       | JP2 Platin (Streaming) · (11 Wo.)JP | Erstveröffentlichung: 5. April 2023      |

Weitere Lieder
- 2014: Ray (JP: Gold (Streaming))
- 2016: Answer (JP: Gold (Digital))
- 2017: リボン (JP: Platin (Digital))
- 2017: 記念撮影 (JP: Gold (Digital))
- 2018: 望遠のマーチ (JP: Gold (Digital))
- 2022: Chronostasis (クロノスタシス) (JP: Gold (Streaming))

### Videoalben
| Jahr | Titel                                                                | Höchstplatzierung, Gesamtwochen, AuszeichnungChartsChartplatzierungen (Jahr, Titel, Platzierungen, Wochen, Auszeichnungen, Anmerkungen) | Anmerkungen                              |
| Jahr | Titel                                                                | JP | Anmerkungen                              |
| ---- | -------------------------------------------------------------------- | --- | ---------------------------------------- |
| 2002 | Video Pokiiru (ビデオポキール)                                       | JP27 (21 Wo.)JP | Erstveröffentlichung: 22. März 2002      |
| 2002 | Jupiter                                                              | JP9 (58 Wo.)JP | Erstveröffentlichung: 18. Dezember 2002  |
| 2004 | Yggdrasil                                                            | JP2 (63 Wo.)JP | Erstveröffentlichung: 1. Dezember 2004   |
| 2006 | Puppet Show Guild (人形劇ギルド Ningyougeki Guild)                   | JP1 (16 Wo.)JP | Erstveröffentlichung: 20. September 2006 |
| 2006 | Orbital Period                                                       | JP1 Gold · (22 Wo.)JP | Erstveröffentlichung: 14. Mai 2008       |
| 2011 | Cosmonaut                                                            | JP2 (10 Wo.)JP | Erstveröffentlichung: 19. Oktober 2011   |
| 2013 | Bump of Chicken Gold Glider Tour 2012                                | JP1 Gold · (27 Wo.)JP | Erstveröffentlichung: 6. März 2013       |
| 2015 | Bump of Chicken Willpolis 2014                                       | JP2 Gold · (18 Wo.)JP | Erstveröffentlichung: 4. Februar 2015    |
| 2016 | Bump of Chicken 20th Anniversary Special Live "20"                   | JP1 Gold · (15 Wo.)JP | Erstveröffentlichung: 13. Juli 2016      |
| 2016 | Bump of Chicken Stadium Tour 2016 "BFLY" Nissan Stadium 2016/7/16,17 | JP2 (12 Wo.)JP | Erstveröffentlichung: 21. Dezember 2016  |
| 2018 | Bump of Chicken Pathfinder Live at Studio Coast                      | — | Erstveröffentlichung: 10. Februar 2018   |
| 2018 | Bump of Chicken Tour 2017–2018 Pathfinder Saitama Super Arena        | JP1 (23 Wo.)JP | Erstveröffentlichung: 8. August 2018     |
| 2020 | Bump of Chicken Tour 2019 Aurora Arc Tokyo Dome                      | JP1 (23 Wo.)JP | Erstveröffentlichung: 4. November 2020   |

### Auszeichnungen für Musikverkäufe
Anmerkung: Auszeichnungen in Ländern aus den Charttabellen bzw. Chartboxen sind in ebendiesen zu finden.
| Land/RegionAuszeichnungen für Musikverkäufe (Land/Region, Auszeichnungen, Verkäufe, Quellen) | Gold       | Platin       | Verkäufe  | Quellen            |
| -------------------------------------------------------------------------------------------- | ---------- | ------------ | --------- | ------------------ |
| Japan (RIAJ)                                                                                 | 28× Gold28 | 23× Platin23 | 8.200.000 | riaj.or.jp JP2 JP3 |
| Insgesamt                                                                                    | 28× Gold28 | 23× Platin23 |           |                    |